# Agárdi Ede
Agárdi Ede (születési nevén Anschau Ede) (Pécsvárad, 1891. március 14. – Pécsvárad, 1973. augusztus 20.) magyar ornitológus, köztisztviselő. Az Anschau pécsi kereskedőcsalád tagja, nevét 1910-ben változtatta Agárdira. Gazdag madártani gyűjteményét a Magyar Nemzeti Múzeum őrizte, de az 1956-os harcok során megsemmisült. Ezután újabb gyűjteményt hozott létre, ezúttal a pécsi Janus Pannonius Múzeum részére.

## Pályafutása
A bonyhádi gimnáziumban végzett 1911-ben, majd Pécsen kétéves jegyzői tanfolyamot végzett, azután pedig 1913-tól jogot tanult. Ezt követően közjegyzőként dolgozott Berkesden (1913–1922), Püspökszenterzsébeten (1922–1933) és Erdősmecskén (1933–1945). 1945-től haláláig a pécsi Janus Pannonius Múzeum nyugdíjas muzeológusa volt.
Ornitológiai munkája keretében a Mecsek madárvilágával, madártojások és madárfészkek gyűjtésévek foglalkozott. Tízévesen kezdte a madártani gyűjtést, 1911-től a Madártani Központ madármegfigyelője volt. Az erdősmecskei évek alatt komoly (180 fajt, 5000 tojást, 60-70 fészket magában foglaló) madárfészek- és tojásgyűjteményt hozott létre, amelyet nyugdíjazása után a pécsváradi Anschau-házban helyezett el. A ház azonban nem kapott múzeumi státuszt, hanem államosították, a gyűjtemény pedig a Magyar Nemzeti Múzeumba került, ahol az 1956-os események során tűz martaléka lett.
1958-ban nekilátott a gyűjtemény újjáteremtésének, és a Janus Pannonius Múzeum részére 3000 darabos fészek és tojásgyűjteményt hozott létre. Ekkorra a megszigorodott természetvédelmi előírások korlátozták a gyűjtést.
Mintegy ötven tudományos cikket publikált.

## Tagságai
- Magyar Ornitológusok Szövetsége (alapító és dísztag, alelnök)[4]
- Madártani Intézet (rendes megfigyelő, rendkívüli tag)[4]

## Kitüntetései
- Hermann Ottó ezüst- és aranyérem.[6]